# Silvanus robustus
Silvanus robustus is een keversoort uit de familie spitshalskevers (Silvanidae). De wetenschappelijke naam van de soort werd in 1973 gepubliceerd door Halstead.